# Bruce Gomlevsky
Bruce Gomlevsky (Rio de Janeiro, 11 de novembro de 1974) é um ator brasileiro.
De origem judaico-polonesa, Bruce é formado pela Casa de Arte das Laranjeiras (Cal) e está no cenário artístico desde 1994, trabalhando em teatro, cinema e televisão. Bruce tem dois filhos, Valentina de 13 anos e Nicholas de 17 anos. 
É também irmão da atriz Yasmin Gomlevsky.
No teatro integrou, durante três anos, a Companhia de Ópera Seca, sob a direção de Gerald Thomas, onde realizou sete espetáculos. Atuou em mais de vinte espetáculos teatrais. Como ator e produtor, Bruce esteve à frente do elenco de Avalanche, sob direção de Ivan Sugahara, e A História do Zoológico, também como diretor, ao lado de Daniela Amorim.

## Carreira
Na televisão
| Ano     | Titulo                           | Personagem                                | Nota                                             |
| ------- | -------------------------------- | ----------------------------------------- | ------------------------------------------------ |
| 2025    | Volta por Cima                   | Advogado de Violeta                       | Episódios: "5–7", "24–25 de abril"               |
| 2025    | Garota do Momento                | Deputado Osmiro Cortes                    | Episódios: "8–14 de março"                       |
| 2025    | Reencarne                        | [ 2 ]                                     |                                                  |
| 2024    | Terra e Paixão                   | Juiz Aristarco Moreira                    | Episódios: "10–11 de janeiro"                    |
| 2023    | Impuros                          | Santana                                   |                                                  |
| 2023    | Amor Perfeito                    | Dr. Milton                                |                                                  |
| 2022    | Um Lugar ao Sol                  | Ricardo Macedo                            |                                                  |
| 2021    | Passaporte para Liberdade        | Hugo Levy                                 |                                                  |
| 2021    | Nos Tempos do Imperador          | Dr. Virgílio Neves                        | Episódios: "18–19 de dezembro"                   |
| 2021    | Amor de Mãe                      | Delegado Ramos                            |                                                  |
| 2020    | Amor de 4 + 1                    | Gringo                                    |                                                  |
| 2020–22 | Desalma                          | Ivan Burko                                |                                                  |
| 2019    | A Divisão                        | Paulo Gaspar                              |                                                  |
| 2019    | Elis - Viver é Melhor que Sonhar | Henfil                                    |                                                  |
| 2018    | Ilha de Ferro                    | Leviatã                                   |                                                  |
| 2017    | Perrengue                        | Fernando                                  | Episódios: "Eu e Você" "A Cada 9 Minutos"        |
| 2017    | Novo Mundo                       | Felício                                   |                                                  |
| 2016    | Magnífica 70                     | Cesar Bragalia                            |                                                  |
| 2016    | Liberdade, Liberdade             | Malveiro                                  |                                                  |
| 2015    | Milagres de Jesus                | Saul                                      | Episódio: A Mulher Adúltera                      |
| 2014    | A Grande Família                 | Fumaça                                    | Episódio: Um Conto da Copa                       |
| 2013    | As Canalhas                      | Geraldo Viana                             | Episódio: Ângela                                 |
| 2011    | Malhação Conectados              | Paolo Manfred                             |                                                  |
| 2011    | Amor em Quatro Atos              | Alexandre                                 | Episódio: Folhetim & Vitrines                    |
| 2010    | S.O.S. Emergência                | Alberto                                   | Episódio: Na Saúde e na Doença                   |
| 2009    | Malhação ID                      | Francisco Silveira                        |                                                  |
| 2009    | A Grande Família                 | Gilmar (Gil)                              | Episódio: Se o Meu Terapeuta Falasse             |
| 2009    | Força-Tarefa                     | Cabo Mariano                              | Episódio: "Apenas Um Homem Honesto"              |
| 2008    | Negócio da China                 | Nereu                                     |                                                  |
| 2008    | Casos e Acasos                   | Ciro                                      | Episódio: "O Presente, a Sociedade e a Tentação" |
| 2008    | Dicas de um Sedutor              | Carlão                                    | Episódio: "Não é o que Parece"                   |
| 2008    | Malhação                         | Frank                                     |                                                  |
| 2007    | Sob Nova Direção                 | Armando                                   | Episódio: "Não é Brinquedo, Não"                 |
| 2007    | Por Toda Minha Vida              | Renato Russo                              | Episódio: "Renato Russo"                         |
| 2006    | A Grande Família                 | Foguete                                   | Episódio: A Mocreia                              |
| 2006    | Páginas da Vida                  | Bruce                                     |                                                  |
| 2005    | Carandiru, Outras Histórias      | Sombra                                    | Episódio: "Vila Prudente"                        |
| 2004    | Cabocla                          | viajante que assedia zuca na hospedaria   | Participação Especial                            |
| 2004    | A Diarista                       | Adolfo                                    | Episódio: "O Namorado de Uma Patroa Minha"       |
| 2003    | Linha Direta Justiça             | Joaquim Naves                             | Episódio: Irmãos Naves                           |
| 2002    | A Grande Família                 | Cabelo/Foguete                            | Episódio: "Um Tapinha Não Dói"                   |
| 2001    | A Grande Família                 | Cabelo/Foguete                            | Episódio: "Cozido é Pra Comer Chorando"          |
| 1999    | Zorra Total                      | Repórter no discurso do Laércio Falaclaro | Episódio: "05 de junho"                          |
| 1997    | Caça Talentos                    | Pretendente nº 3                          | Episódio: "Namora Quem Quer"                     |
| 1997    | Malhação                         | Garçom do hotel                           |                                                  |
| 1995    | Explode Coração                  | Tchula                                    |                                                  |

No cinema
| Ano  | Titulo                              | Personagem        |
| ---- | ----------------------------------- | ----------------- |
| 2020 | A Divisão: O Filme                  | Paulo Gaspar      |
| 2018 | Ana e Vitória                       | Felipe Simas      |
| 2017 | Polícia Federal: A Lei É para Todos |                   |
| 2010 | Chico Xavier                        | Promotor          |
| 2005 | Quase Dois Irmãos                   |                   |
| 2004 | Nada a Declarar                     |                   |
| 2004 | Mora na Filosofia                   |                   |
| 2004 | Capital Circulante                  |                   |
| 2003 | Deus é Brasileiro                   | Quinca das Mulas  |
| 2003 | Apolônio Brasil, Campeão da Alegria | Filho de Apolônio |
| 2003 | A Sauna                             |                   |
| 2003 | Clandestinidade                     |                   |
| 2002 | Lara                                | Heitor            |
| 2002 | Lost Zweig                          | Rabbi Konning     |
| 2001 | Um Branco Súbito                    |                   |
| 1999 | Cão Guia                            | Raul              |
| 199? | O Mundo de Andy                     |                   |

No teatro
| Ano         | Titulo                                           |
| ----------- | ------------------------------------------------ |
| 2011        | Cyrano de bergerac                               |
| 2009        | Festa de Família (Como Diretor, Produtor e Ator) |
| 2007        | Macbeth                                          |
| 2006 a 2009 | Renato Russo, a Peça(Como Produtor e Ator)       |
| 2005        | Alta Tensão                                      |
| 2005        | A História do Zoológico                          |
| 2005        | O Rim                                            |
| 2004        | Avalanche                                        |
| 2004        | Répetition                                       |
| 2003        | A Morte do Caixeiro Viajante                     |
| 2003        | Nada de Pânico                                   |
| 2002        | NXW                                              |
| 2002        | Vida, o filme                                    |
| 2001        | Deus Ex-Machina                                  |
| 2000        | Ventriloquist                                    |
| 1997        | Romeu & Julieta                                  |

No teatro como diretor
| Ano  | Titulo                                               |
| ---- | ---------------------------------------------------- |
| 2024 | Bonitinha, mas Ordinária                             |
| 2015 | Anti-Nélson Rodrigues                                |
| 2010 | O Diário de Anne Frank                               |
| 2009 | Festa de Família (Adaptação da obra original Festen) |
| 2008 | Festen (Leitura)                                     |
| 1997 | Jorginho, o machão                                   |

## Prêmios e indicações
- Prêmio Candango de Melhor Ator de Curta-Metragem 35mm no 32º Festival de Cinema de Brasília com o filme Cão-Guia
- Melhor Ator em curta-metragem em 1999 e 2003.
- Indicação de Melhor Ator de Teatro nos Prêmios: III Prêmio Cultura Inglesa de Teatro (1997)
- Prêmio Eletrobrás e Prêmio Shell de Teatro (2006).
- Prêmio de Melhor Ator de Curta-Metragem no Festival de Cinema de Vitória e no Festival de Cinema de Curitiba com o filme Nada a Declarar.
- Prêmio de Melhor Ator no III Prêmio Cultura Inglesa de Teatro.

| Ano  | Premiação      | Categoria                                                          | Indicação | Resultado |
| ---- | -------------- | ------------------------------------------------------------------ | --------- | --------- |
| 2021 | Prêmio Platino | Mejor Interpretación Masculina de reparto en Miniserie o Teleserie | Desalma   | Indicado  |